# Trimerotropis cincta
Trimerotropis cincta es una especie de saltamontes perteneciente a la subfamilia Oedipodinae, familia Acrididae. Se encuentra en Norteamérica.